# Autoroute A6 (Roumanie)
Pour les articles homonymes, voir Autoroute A6.
L'autoroute A6 (en roumain : Autostrada A6) est une autoroute qui assure actuellement une liaison entre l'autoroute A1 et la ville de Lugoj. À terme il est prévu de prolonger l'autoroute, assurant une continuité jusqu'à Bucarest en desservants les villes de Drobeta-Turnu Severin, Calafat, Craiova et Alexandria ce qui permettra également de désengorger le trafic de l'autoroute A1.
L'unique section de l'autoroute a été réalisée en 2013. 